# 范巧茹
范巧茹（1974年9月1日—），在1995年香港有線電視財經台任職記者兼主播，直至2004年離開有線。2005年10月入職無綫新聞，曾擔任無綫新聞部財經組採訪主任、首席主播及監制之職。2016年10月離職後轉職到信報工作，並擔任EJ Markets 市前直擊主持及編輯，以及主持「與前主播食早餐」系列，曾訪問名人包括蘇民峰、陳志雲等。2018年2月，開始擔任香港電台普通話台節目《e線金融網》的主持人。亦是民眾財經頻道的主播，2019年8月擔任ViuTV智富通主持。
范巧茹轉職無線新聞後曾擔任無綫電視翡翠台節目《財經透視》及無綫收費電視無綫新聞台/無綫電視互動新聞台節目《財經多國度》主持。現時與另一財經記者伍嘉文及李嘉惠在港股交易日交替擔任翡翠台以及高清翡翠台《交易現場》及無綫新聞台節目《港股評述》之駐香港交易所直播室主持，及「智富之道」的負責人。《交易現場》是無綫電視首個股評節目，開放熱線給觀眾發問股評人，屬長壽節目，深受散戶歡迎，范巧茹不但是第一代主持，更主持了最長時間，超過十年。此外，范巧茹或會在公眾假期報道《財經新聞》或《今日財經》。也是有線電視《窩輪攻略》第一代主持人，該節目是全港首個電視台的窩輪節目。
范巧茹是電視行業中資深的財經及股市節目主持人，亦有多年財經新聞採訪經驗。與財經及金融界人士熟稔。離職電視台後，亦有分析及評論股市，是股市KOL，除投資股市外，亦有投資物業經驗。
范巧茹因為懷孕待產，由2008年3月起暫時退幕後擔任編輯，同年5月開始放產假，直至同年8月再度重返主播崗位，並於同年11月起同時兼任編輯及主播之職務。有兩名孩子，一子一女。兒子於2008年6月出生，女兒於2016年初出生，有親子理財心得。
除主持財經節目外，亦開設製作公司，拍攝多媒體短片，及製作社交媒體直播節目。

## 學歷
- 香港大學文學系學士（1993年至1996年）
- 香港城市大學翻譯系碩士（2004年至2005年）
- 美國耶魯大學進修短期新聞課程（1995年）

## 演出作品

### 電影
- 2024年：《爸爸》飾 小欖精神病治療中心刑期覆核委員會委員

## 外部連結
- 范巧茹的Facebook專頁
- 范巧茹的Instagram帳戶